# Горбунова, Валентина Юрьевна
 Валентина Юрьевна Горбунова (21 июля 1947, 1-е Суккулово, Ермекеевский район, Башкирская АССР — 22 марта 2025, Уфа) — советский, российский генетик. Доктор биологических наук (2000), профессор (2000). Заслуженный работник народного образования Республики Башкортостан (2000), Заслуженный  работник высшей школы Российской Федерации (2003), Почётный работник высшего профессионального образования Российской Федерации (2007).

## Биография
Валентина Юрьевна Горбунова родилась 21 июля 1947 года в 1-е Суккулово Ермекеевского района Башкирской АССР.
1965—1967 годах работала преподавателем Белебеевского педагогического училища.
В 1972 году окончила биологический факультет Башкирского государственного университета.
1975—1986 годы — работала старшим научным сотрудником Отдела биохимии и цитохимии Башкирского филиала Академии наук СССР (БФ АН СССР). В 1986—1996 годах — работала в Институте биологии: старшим научным сотрудником, затем с 1991 года — заведующей лаборатории.
В 1996 году начала работать в Башкирском государственном педагогическом университете им. М. Акмуллы заместителем заведующего кафедры генетики естественно-географического факультета.
В 2000 году защитила диссертацию на соискание учёной степени доктора биологических наук.
Заведующая кафедры генетики Башкирского государственного педагогического университета им. М. Акмуллы (специальность выпускников — генетик).
Скончалась 22 марта 2025 года. Похоронена на Южном кладбище.

## Научная деятельность
Научная деятельность В. Ю. Горбуновой посвящена изучению генетической детерминации андрогенеза и гомофазного развития микроспор злаков в условиях in vitro.
Горбуновой идентифицирован ген, определяющий равное деление ядра микроспоры; разработана технология получения гомозиготных линий яровой мягкой пшеницы с использованием культуры изолированных пыльников.
Автор свыше 310 научных трудов и 3 изобретений.

## Научные труды
- Генетические предпосылки спорофитного пути развития микроспор злаков в условиях in vitro. Уфа, 1993;
- Эмбриологические основы андроклинии пшеницы. М., 2005 (соавтор);
- От микроспоры — к сорту. М., 2010 (соавтор).
- Публикации[5].
- Молекулярно-генетические исследования[6].